# Meistaradeildin (1949)
Meistaradeildin 1949 – 7. sezon pierwszej ligi piłki nożnej archipelagu Wysp Owczych. Zwycięzcą został TB Tvøroyri, pokonując mistrza z poprzedniego roku - B36 Tórshavn. W rozgrywkach wzięło udział sześć zespołów. Grający wcześniej drugi skład B36 Tórshavn zastąpiony został przez TB Tvøroyri.

## Uczestnicy
| Uczestnicy Meistaradeildin 1948                                                                               | Uczestnicy Meistaradeildin 1948 | Uczestnicy Meistaradeildin 1948 | Uczestnicy Meistaradeildin 1948 |
| --- | ------------------------------- | ------------------------------- | ------------------------------- |
| B36 | B36 Tórshavn                    | 1                               |                                 |
| HB | HB Tórshavn                     | 2                               |                                 |
| KÍ | KÍ Klaksvík                     | 3                               |                                 |
| VB | VB Vágur                        | 4                               |                                 |
| HBII | HB II Tórshavn                  | 5                               |                                 |
| Nowi uczestnicy                                                                                               |                                 |                                 |                                 |
| TB | TB Tvøroyri                     |                                 |                                 |
| Oznaczenia: - kolumna pierwsza – skróty nazw drużyn, - kolumna trzecia – miejsce zajęte w poprzednim sezonie. |                                 |                                 |                                 |

## Rozgrywki

### Tabela
| Lp. | Drużyna         | M | Z | R | P | Bramki | Bramki | Różn. | Pkt | Uwagi |
| --- | --------------- | - | - | - | - | ------ | ------ | ----- | --- | ----- |
| 1   | TB Tvøroyri (M) | 5 | 5 | 0 | 0 | 28     | 6      | +22   | 10  |       |
| 2   | HB Tórshavn     | 5 | 3 | 1 | 1 | 12     | 7      | +5    | 7   |       |
| 3   | B36 Tórshavn    | 5 | 2 | 2 | 1 | 19     | 12     | +7    | 6   |       |
| 4   | KÍ Klaksvík     | 5 | 2 | 1 | 2 | 10     | 10     | 0     | 5   |       |
| 5   | HB II Tórshavn  | 5 | 1 | 0 | 4 | 8      | 19     | −11   | 2   |       |
| 6   | VB Vágur        | 5 | 0 | 0 | 5 | 5      | 28     | −23   | 0   |       |

### Wyniki spotkań
| Gospodarz \ Gość | B36 | HB  | HBII | KÍ  | TB  | VB   |
| B36 Tórshavn     |     | 2:2 |      | 2:2 |     | 10:4 |
| HB Tórshavn      |     |     | 3:0  |     | 2:3 |      |
| HB II Tórshavn   | 1:4 |     |      | 1:2 |     | 5:0  |
| KÍ Klaksvík      |     | 2:3 |      |     | 2:3 |      |
| TB Tvøroyri      | 3:1 |     | 10:1 |     |     | 9:0  |
| VB Vágur         |     | 0:2 |      | 1:2 |     |      |

Aktualne na 15 marca 2015. Źródło: FaroeSoccer.com
Objaśnienia:
1Drużyna gospodarzy jest wymieniona po lewej stronie tabeli.
Kolory: zielony – zwycięstwo gospodarzy, żółty – remis, różowy – zwycięstwo gości.